# Ordre du Lion d'or (Hesse-Cassel)
L'ordre du Lion d'or (en allemand : Hausorden vom Goldenen Löwen ) du landgraviat allemand de Hesse-Cassel est institué le 14 août 1770 par Frédéric II de Hesse-Cassel. L'ordre est dédié à Sainte Elisabeth de Hongrie, ancêtre du fondateur, et était la plus haute distinction du landgraviat. Il est aboli en 1918.
| Grades du Lion d'or | Grades du Lion d'or | Grades du Lion d'or |
| ------------------- | ------------------- | ------------------- |
| Membre              | Commandant          | Grand-croix         |